# Gabriel Messner
Gabriel Messner (* 7. Juni 1997) ist ein italienischer Snowboarder. Er startet in den Paralleldisziplinen.

## Werdegang
Messner, der für den C.S. Carabinieri startete, nahm in der Saison 2012/13 in Ratschings erstmals im Europacup teil und errang dabei die Plätze 41 und 39 im Parallelslalom. Beim Europäischen Olympischen Winter-Jugendfestival 2013 in Predeal belegte er den 36. Platz im Snowboardcross und den vierten Rang im Parallel-Riesenslalom. In den folgenden Jahren kam er bei den Juniorenweltmeisterschaften 2014 in Chiesa in Valmalenco auf den 18. Platz im Parallel-Riesenslalom sowie auf den neunten Rang im Parallelslalom und bei den Juniorenweltmeisterschaften 2016 in Rogla auf den neunten Platz im Parallelslalom. Zudem holte er dort die Bronzemedaille im Parallel-Riesenslalom. In der Saison 2016/17 nahm er im Carezza erstmals am Snowboard-Weltcup teil, wobei er den 31. Platz im Parallel-Riesenslalom errang und fuhr bei den Juniorenweltmeisterschaften 2017 in Klínovec auf den vierten Platz im Parallel-Riesenslalom sowie gewann dort im Parallelslalom die Bronzemedaille. In der Saison 2020/21 holte er im Parallel-Riesenslalom im Villnößtal seinen ersten Sieg im Europacup und wurde mit fünf Top-Zehn-Platzierungen Zweiter in der Parallel-Wertung des Europacups. Im folgenden Jahr erreichte im Parallel-Riesenslalom in Simonhöhe sowie im Parallelslalom in Piancavallo jeweils mit dem siebten Platz seine ersten Podestplatzierungen im Weltcup. In der Saison 2024/25 kam er mit zwei zweiten sowie dritten Plätzen erstmals im Weltcup aufs Podest und erreichte damit den vierten Platz im Parallel-Weltcup sowie den zweiten Rang im Parallelslalom-Weltcup.

## Weltcup-Gesamtplatzierungen
| Saison  | Parallel | Parallel | Parallel-Riesenslalom | Parallel-Riesenslalom | Parallelslalom | Parallelslalom |
| Saison  | Punkte   | Platz    | Punkte                | Platz                 | Punkte         | Platz          |
| ------- | -------- | -------- | --------------------- | --------------------- | -------------- | -------------- |
| 2016/17 | 308      | 40.      | 108                   | 48.                   | 200            | 27.            |
| 2017/18 | 64,7     | 66.      | 48                    | 64.                   | 16,7           | 63.            |
| 2018/19 | 251,1    | 44.      | 136,1                 | 44.                   | 115            | 40.            |
| 2019/20 | 212,8    | 45.      | 180                   | 43.                   | 32,8           | 51.            |
| 2020/21 | 10       | 44.      | 10                    | 38.                   | -              | -              |
| 2021/22 | 106      | 25.      | 62                    | 24.                   | 44             | 19.            |
| 2022/23 | 149      | 22.      | 99                    | 19.                   | 50             | 24.            |
| 2024/25 | 591      | 4.       | 339                   | 11.                   | 252            | 2.             |